# Rózsapiac
A Rózsapiac (románul: Piața George Enescu, németül: Rosenanger) egy kis tér Brassó belvárosában, alig száz méterre a Főtértől. Megközelíthető a Főtér felől a Czeides-ház boltíve alatt induló átjárón, vagy pedig a Michael Weiss utca felől. A 15. században alakult ki, nagysága kezdetben a Főtérével vetekedett, majd a környező utcák beépítésével elnyerte jelenlegi méretét. Brassó belvárosának délnyugati részén helyezkedik el; a vár Quartale Corporis Christi fertályához tartozott. Csendes, ódon hangulatú tér; több ház földszintjén vendéglő működik.

## Kialakulása és nevének eredete
A 14. századig a mai Főtér területét egy Bolgárszeg felől érkező patak szelte át, mely itt két ágra szakadt; az egyik ág Óbrassó, a másik Bolonya felé haladt tovább (az előbbi mentén alakult ki később a Kolostor utca, az utóbbi mentén a Kapu utca). A két ág által közrezárt kavicsos területen vadrózsák nőttek, ezért meghonosodott a Rosenanger (Rózsapiac, románul Prundul Rozelor) név. 1525-ben Rossen awnger, 1526-ban circus rosae, 1613-ban Rosenanger néven említik.
Másik román elnevezése Sub bucium (a kürt alatt), mely egyesek szerint a városházához való közelségére utal, melynek tornyából minden órában trombitaszóval jelezték az idő múlását (a tér másik német neve, a Trompeterturm am Rathaus is erre utal). Sextil Pușcariu viszont a bucium szót „fatörzs, tuskó” jelentésű homonímának tekinti; szerinte a tér onnan kapta nevét, hogy a régi időkben a Köszörű-patak áradásai idáig hozták le a kidöntött fatörzseket a Keresztényhavasról.
A Rózsapiacot a Főtérrel összekötő átjárót 1737-ben Dunkler Gang, wo die Kette ist (sötét átjáró, ahol a lánc van) néven említik. A lánc valószínűleg arra utal, hogy innen csak engedéllyel lehetett a Főtér irányába továbbmenni, ugyanis ezen a helyen volt a vám.
1926-tól George Enescu zeneszerző nevét viseli.

## Története és leírása
Nagysága kezdetben a Főtérével vetekedett, de a környező utcák – különösen a Michael Weiss utca – beépítésével jelenlegi méretére, eredeti kiterjedése mintegy századrészére zsugorodott. A pénteki hetivásárok halpiaca egy idő után a Hirscher utcából a Rózsapiacra költözött, Sextil Pușcariu visszaemlékezése szerint itt rákot és csigát is árultak.
A tér legrégibb épülete a 11bis. szám alatti, a 17. században épült volt gabona- és áruraktár, a város azon kevés épületeinek egyike, amelyek átvészelték az 1689-es tűzvészt. A legszembetűnőbb a nyugati sarkon álló háromszintes épület, a Kolostor utca 12. szám alatt álló egykori Burzenländer Hof (Barcasági udvar) szálloda egyik szárnya (korábban ezen a helyen volt a vám).
A 19. században a legtöbb ház földszintjén üzletek és műhelyek voltak. 1896-ig csak innen lehetett megközelíteni a főtéri ortodox kápolnát. A tér 6. számú házában nyitották meg 1908-ban a Barcasági Szász Múzeumot, a 10. szám alatti házban volt 1925–1936 között a brassói unitárius egyházközség imaháza, irodája, és lelkészi lakja.
A közelmúltig csendes, középkori hangulatú tér volt, szökőkúttal és az azt körülvevő padokkal, növényzettel. 2008-ban ezeket eltávolították, és parkolót hoztak létre a téren. 2013-ban megszüntették a parkolót, de a kültéri bútorokat nem telepítették vissza. 2015-ben a 8. szám alatti házon emléktáblát avattak Bakfark Bálint tiszteletére.

## Műemlékek
Az utcából az alábbi épületek szerepelnek a romániai műemlékek jegyzékében:
| Házszám | Kép | Megnevezés     | Építés dátuma   | Műemlék kódja   |
| ------- | --- | -------------- | --------------- | --------------- |
| 2       |     | Lakóház        | 1779            | BV-II-m-B-11397 |
| 6       |     | Lakóház        | 19. század vége | BV-II-m-B-11398 |
| 7       |     | Lakóház        | 1769            | BV-II-m-B-11399 |
| 11bis   |     | Régi áruraktár | 17–18. század   | BV-II-m-A-11400 |
| 12      |     | Lakóház        | 18. század      | BV-II-m-B-11401 |